# Wampir: Maskarada
Wampir: Maskarada (ang. Vampire: The Masquerade) – gra fabularna wydana przez przedsiębiorstwo White Wolf,  akcja gry osadzona jest w Świecie Mroku.
Gracze wcielają się w postaci Kainitów – wampirów, które istnieją w cieniu społeczeństwa śmiertelników. Z żądzy krwi polują na ludzi walcząc jednocześnie o zachowanie człowieczeństwa, bowiem częścią ich natury jest Bestia, która wciąż pragnie krwi i próbuje wymknąć się spod kontroli.
Gra Wampir: Maskarada została wydana w 1996 r. w Polsce przez wydawnictwo ISA. Istnieją również dwie powiązane z nią gry, osadzone w przeszłości: Wampir: Mroczne Wieki i Victorian Age: Vampire.

## Rozwój gry
Wampir zainspirowany został grami fabularnymi takimi jak Zew Cthulhu czy RuneQuest, pracami Josepha Campbella, oraz filmami o wampirach takimi jak Straceni chłopcy. Rein-Hagen uważał, iż polowanie na wampiry szybko by się znudziło jako założenie gry, więc wymyślił zarys gry, w której to gracz odgrywa rolę wampira. Rein-Hagen wyraźnie oświadczył, iż celowo nie czytał Kronik Wampirów Anne Rice aż do późniejszych faz rozwoju gry, ale przyznał, że była ona inspiracją dla filmów o wampirach, z których on później czerpał inspiracje. Chciał iść jeszcze dalej niż Anne Rice ze swoimi zindywidualizowanymi wampirami – chciał stworzyć całe ukryte społeczeństwo wampirów oraz ich kulturę.
Wiele z tematów głównych Wampira wywodzi się z religijnego dzieciństwa Rein-Hagena. Zainspirowany komiksami, które otrzymał od Stewarta Wiecka, Rein-Hagen stworzył koncept biblijnego Kaina jako pierwszego wampira.
Podczas prac nad mechaniką gry zwrócił się do Toma Dowda, współtwórcy Shadowrun (1989). System "porównawczych" pul kości, zaczerpnięty z innowacyjnego Shadowrun, zmienił tylko typ kości z sześciostronnych na dziesięciostronne.

## Wampiryzm
Wampiry ze Świata Mroku różnią się znacznie od ich pierwowzorów znanych z folkloru, literatury czy filmów. Wprawdzie tak jak klasyczne wampiry odżywiają się krwią, są martwe, wrażliwe na światło słoneczne, ogień i kołki w sercu, a także posiadają tajemne moce, ale wszystkie ich słabości zostały zmodyfikowane:
- Światło słoneczne nie zabija ich od razu, ani nie wybuchają ogniem pod jego działaniem. Raczej dość szybko spala ich ciało, co wygląda jakby byli objęci niewidocznymi dla innych płomieniami;
- Ogień jest śmiertelnym zagrożeniem dla wampira, ale nie zajmuje się on płomieniami jak papier, tylko płonie jak każde inne zwłoki;
- Kołek w sercu nie zabija, tylko unieruchamia wampira;
- Zupełnie nie działają na wampira inne tradycyjne remedia: srebro, czosnek ani święcona woda.

W odróżnieniu od wampirów z legend Kainita nie jest demonem ani sługą szatana. Owszem, w obliczu doświadczenia własnej śmierci oraz konieczności odżywiania się krwią ludzi, zmienia się psychika, co czasem prowadzi do skrzywienia w kierunku otaczania się symbolami szatana, potępienia czy śmierci, ale nie oznacza to automatycznego wejścia w domenę złych mocy. Trzeba jednak nadmienić, że niektóre wampiry, poszukując coraz większej mocy, wkraczają na ścieżkę służenia demonom.
Inaczej niż w przypadku tradycyjnych wampirów, których jedno ugryzienie powodowało śmierć i powstanie z martwych jako wampir, w grze tworzenie potomstwa jest świadomym działaniem: śmiertelnik musi być wyssany z krwi, a następnie trzeba mu podać krew wampira. Nowo stworzony wampir wpada przy tym zwykle w wywołany głodem krwi szał, który jest pierwszym zetknięciem z Bestią. Wampir, który nie przeciwstawi się jej zwierzęcym instynktom traci człowieczeństwo i staje się dbającym tylko o zaspokojenie głodu bezrozumnym szaleńcem. W końcu ginie on zabity przez inne wampiry obawiające się, że za jego sprawą ich istnienie stanie się jawne.

## Społeczeństwo Kainitów
Zgodnie z legendarną Księgą Nod, ojcem wszystkich wampirów jest Kain. Jego przekleństwo wampiryzmu przenosi się na każdego nowego wampira, jednak im dalej od Kaina, tym słabszy jest wampir. W świecie gry istnieje trzynaście klanów oraz kilkanaście linii krwi.
Potomkowie wampirów stworzonych przez Kaina (3. pokolenie, Kain jest 1. pokolenia) stali się założycielami klanów. Wampir staje się członkiem danego klanu w wyniku przeistoczenia śmiertelnego człowieka w wampira, przez członka tego klanu. Wampiry różnych klanów posiadają specyficzne dla nich moce i mają własny system doboru nowych wampirów. Każdy z klanów prowadzi własną politykę i stara się zdobyć przewagę nad innymi.
Kainici – jak sami siebie nazywają – są zorganizowani w dwie najważniejsze sekty: Camarillę i Sabat. Pierwsza z nich stawia sobie za cel ukrycie istnienia wampirów przed ludźmi. Ustanowionych jest sześć Tradycji, które regulują stosunki między wampirami oraz wampirów ze śmiertelnikami. Wampiry Camarilli są zorganizowane w dużych miastach w określoną hierarchię, na czele której stoi Książę. Natomiast Sabat to organizacja, która powstała w opozycji do Camarilli, działa w podziemiu i atakuje z ukrycia. Odrzuca człowieczeństwo, głosząc że kainici powinni rządzić światem. Obok walki wewnętrznej, toczy się odwieczna wojna pomiędzy starymi wampirami, przeistoczonymi przed potopem, nazywana Jyhad.

### Klany kainitów
Społeczeństwo wampirów w Maskaradzie dzieli się na klany, do których przynależą nasze postaci. Każdy poszczególny klan opiera się na różnych ujęciach wampiryzmu i ma odmienne, charakterystyczne cechy. Każdy (lub przynajmniej większość) z nich jest przyporządkowany danemu regionowi, z którego się wywodzą, co wpływa na ich charakter. W ten sposób mamy do czynienia z wampirami narodowymi, tworzącymi międzynarodową wspólnotę.
Każdy klan ma także swoje „dyscypliny”, a więc konkretne umiejętności lub moce, którymi może się posługiwać. Dyscypliny przypisywane danym grupom, jak i inne cechy czasem różnią się między (wieloma) wersjami i dodatkami do Wampira: Maskarady. W najszerszym ujęciu, klany rysują się jednak tak:

#### Assamici
Klan wywodzący się z Bliskiego Wschodu, muzułmanie. To asasyni, zamachowcy i płatni zabójcy. Zwykle rekrutami są niegdysiejsi wojownicy czy mordercy, osoby wciąż silne i młode. By stać się Assamitą, należy przebyć długie i wymagające szkolenie, które jest podstawą ich niezawodności – zawsze wywiązują się z misji. Wewnątrz klanu panuje silna dyscyplina i hierarchia, ale i honorowość, solidarność – są wyjątkowo mściwi. Gdy Assamita przegra jednak w walce, zwycięzcę darzy szacunkiem. Mają ugruntowany kodeks i zawsze egzekwują łamanie zasad. Ich dyscypliny to Niewidoczność, Akceleracja i Cisza. Wyjątkową umiejętnością Assamitów jest Quaietus – sztuka umożliwiająca bezgłośne zabójstwo, kontrolę nad własną vitae i pozbawianie jej innych (a nawet zmienianie jej w truciznę). Są uzależnieni od krwi i często trudno im powstrzymać wampirze instynkty. Gra Assamitą nie polega wyłącznie na zabijaniu, lecz usłudze, którą wyświadczamy innym graczom. Zadawanie śmierci nie jest tylko pustym aktem, lecz wielowiekową tradycją. 

#### Brujah
Klan złożony z nieokrzesanych, zawadiackich rozrabiaków; twórców wszelkiego chaosu. To nieustępliwi, bezwzględni i hałaśliwi malkontenci. Ich temperament może wynikać z hiszpańskich korzeni. Często (współcześnie) należą do różnych subkultur, które kojarzy się z anarchizmem i nonkonformizmem (np. punki, rockersi). Panują między nimi raczej luźne stosunki, nie narzucają sobie zadań czy hierarchii. Największą wartością jest dla nich wolność i zwalczanie tych, którzy im ją odbierają. Nienawidzą konwenansów i ograniczeń, żyją dla własnej zabawy. Przemieniają zwykle „wolne dusze” i tych, którzy zdają się być równymi twórcami chaosu, co oni. Umiejętności Brujah to Akceleracja, Potencja i Prezencja. Ze względu na ich porywczość, łatwo urazić Brujah; są drażliwi i chętnie wszczynają bójki. 

#### Gangrel
Najbliższi naturze, stroniący od miast; to klan inspirowany podaniami ludowymi i kulturą Wikingów. Są także istotami na pograniczu wampirów i wilkołaków. Mają bardzo bliską więź ze zwierzętami, często ich samych porównuje się do bestii i nazywa zezwierzęconymi. Przemieniają ludzi walecznych, samodzielnych i zaradnych; potrafiących zawalczyć o siebie w najtrudniejszych warunkach. Gangrelowie nie mają między sobą sztywnych reguł czy hierarchii, żyją według własnych zasad. Mają jednak głębokie poczucie więzów rodzinnych i zawsze pomogą członkowi klanu. Są waleczni i bojowi, ale nie interesują ich intrygi czy polityka. Największymi wartościami są dla nich uczciwość, honor, rodzina. Ich dyscypliny to Animalizm, Potencja (w innych wersjach Odporność) i Transformacja. Przez animalistyczne konotacje są nieurodziwi, podobni do bestii (podobieństwo to pogłębia się przy każdym ich przemienieniu). Można im przypisać większość cech, które zwykle kojarzymy z wilkami lub wilkołakami. 

#### Giovanni
Włoskie wampiry, wyraźnie wzorowanych na mafiosów. To zbiór różnych, spokrewnionych ze sobą rodzin. Przemieniani są zazwyczaj krewni wcześniejszych członków (przemiana jest dla nich rytuałem, prawie sztuką), a działania klanu dążą do zdobywania bogactwa i większej mocy nekromantycznej. Jak na mafię przystało, są klanem niezwykle zorganizowanym, składającym się z ludzi o wspólnej kulturze czy celach. Wyjątkowo lojalni i posłuszni zwierzchnikom. Często są aroganccy, okrutni i sadystyczni, skłonni do manipulacji na drodze do celu. Przez ich wgląd do świata duchowego, śmierć nie robi na nich wrażenia. Giovanni są silnie związani ze swoimi śmiertelnymi krewnymi i potrafią dbać o nich nawet po upływie wielu wieków. Ich dyscypliny to Dominacja, Potencja i Nekromancja. Ze względu na klątwę, ich obrażenia są bardziej szkodliwe dla ofiar. Owa klątwa ogranicza również samą ekstazę odczuwaną przez wampira podczas ugryzienia. 

#### Lasombra
Dowodzą całej maskaradzie. Pochodzą z Watykanu (choć ich nazwa i symbol wiążą się z Hiszpanią) i powiązani są z kościołem katolickim – duchowość traktują jednak jako narzędzie. Najważniejsza jest dla nich władza; czują się do niej wywyższeni, a na inne klany patrzą z góry. Członkowie Lasombry to ci, którzy za życia byli zdolnymi i przebiegłymi politykami (ogólnie oportunistami). Eleganccy, dystyngowani. Są intrygantami, nie królami – tymi, którzy w cieniu pociągają za sznurki. Nie unikają jednak walki fizycznej. Honor czy klanowa solidarność nie mają dla nich żadnego znaczenia i będą spiskować nawet wobec braci. Ich dyscypliny to Dominacja, Potencja i korzystanie z mocy Strefy mroku – potrafią kształtować cienie (la sombra z resztą oznacza „cień”), tworzyć ciemność i się w niej skrywać, używając jako broni lub zmieniając swą formę. Ze względu na częste kontakty z mrokiem, szybciej niż inne klany cierpią na słońcu. Ponadto nie odbijają się w lustrach i nie da się im uchwycić ich na zdjęciu. Lasombra zrobią wszystko, by zdobyć wpływy, co często sprawia, że trudno im zdobyć zaufanie innych. 

#### Malkavian
Klan szaleńców, wampirów cierpiących na choroby psychiczne. Ze względu na swoje przypadłości nie mają stałego miejsca zamieszkania/pochodzenia. Przemieniają chorych, niezależnie od ich usposobienia. Cierpią, ale w zamian doświadczają świata niedostępnego dla innych, metafizycznego i ponadludzkiego. Pełnią rolę mediów, jasnowidzów. Lubią żartować, choć ich żarty bywają dziwaczne i sadystyczne; uwielbiają psikusy. Często wywołują niezrozumiałe incydenty i sprawiają kłopoty innym klanom. Nie posiadają stałej struktury – to indywidualiści, poboczni obserwatorzy. Potrafią jednak zaatakować w niespodziewanym momencie. Ich dyscypliny to Dominacja, Nadwrażliwość i Niewidoczność. Malkavianowie to wampiry nieustannie walczące z samymi sobą, jak i niezrozumieniem całego świata. 

#### Nosferatu
Gorszące, ohydne wampiry; zdeformowane, przerażające. Nie potrafią wmieszać się w tłum jak reszta maskarady, więc żyją w kanałach, ukryci. Są głównie łotrzykami i szpiegami, handlarzami informacji – żyjąc w podziemiach, mają bowiem dostęp do wszystkich tajemnic. Mimo nienawiści innych klanów, są im więc niezwykle potrzebni. Przemieniają wszystkich ludzi brzydkich, zepsutych i odrażających. Organizują się w mniejsze grupy, zlokalizowane wokół miejskich systemów kanalizacyjnych. Najistotniejsza jest dla nich lojalność wobec innych Nosferatu – są dla siebie jedynym wsparciem. Silnie nastawieni na przetrwanie, stale dbają o swoje bezpieczeństwo. Tworzą także zbiorniki hodowlane, dzięki którym przemieniają pijące z nich zwierzęta w posłuszne potwory. Ich dyscypliny to Niewidoczność, Animalizm i Potencja. 

#### Ravnos
Wampiry cygańskie, wędrowni mistycy, oszuści i złodzieje. W późniejszych wersjach, klan jest jednak związany z Indiami. Ze względu na klątwę, zmuszeni są ciągle wędrować, nie mogąc się nigdy osiedlić. Są niepoprawnymi ryzykantami, którym trudno powstrzymać się przed kłopotami. To klan wymierający, nieustannie walczący o przetrwanie; ostatni pozostali członkowie próbują odrodzić klan. Dzielą się na Ravnos wschodnich (zhierarchizowanych) i zachodnich (o raczej luźnych więzach). Zachodni Ravnos, historycznie związani z Romami, przez bardzo długi czas utrzymywali silne poczucie solidarności klanowej. Ich dyscypliny to Animalizm, Odporność i Iluzja. Największą słabością Ravnos jest nieposkromiona potrzeba popełniania przestępstw, od małych kradzieży po masowe morderstwa. W innych wersjach może wyglądać to inaczej, narzucając konkretne zachowania czy otaczając ich aurą odpychającą inne klany. 

#### Wyznawcy Seta lub Setyci
Egipskie wampiry, wyznawcy i domniemani potomkowie tamtejszego boga Seta. Wierzą, że ich przodek wróci i dlatego pozostają niezależni od innych sekt. Uznają się za spokrewnionych z wężami. Sami siebie nazywają Mesu Bedshet, czyli „Dziećmi Buntu”. Ich misją jest podważanie i niszczenie wszystkiego, co szlachetne. To zdolni strategowie, którzy świetnie potrafią zorganizować podstęp i skusić ofiarę. Chętnie wykorzystują władzę i sięgają po używki, seks czy pieniądze. Owe zepsucie to jednak droga do celu, jakim jest życie wieczne w boskiej łasce. Organizacja Setytów jest raczej lokalna, skupiona na okolicznych świątyniach. Nie są jednolitym klanem; każda grupa ma własne doktryny wiary. Ich dyscypliny to Niewidoczność, Prezencja i Serpentis. Są niestety wyjątkowo wrażliwi na światło słoneczne – zyskują od niego podwójne obrażenia i trudno im działać w intensywnym naświetleniu. 

#### Torreador
Wampiry piękne, zmysłowe, uwodzicielskie; pochodzą z Hiszpanii. Zawsze wyglądają zniewalająco, dbają o swoją prezencję i maniery. Kochają sztukę i wszystko, co piękne; od zarania dziejów byli mecenasami sztuki. Nie jest to jednak miłość z wyboru, a konieczności znalezienia ujścia – ich największą słabością jest bowiem ogromna wrażliwość i estetyczna fiksacja. Niektórzy z nich to artyści, a inni to tzw. Pozerzy, którzy nie tworzą nic samemu. Przemieniają twórców i wybitne dusze (chcąc je unieśmiertelnić). Dążą zawsze do tego, by uczynić świat lepszym, piękniejszym. Nie mają ścisłej organizacji, spotkania są nieobowiązkowe i często przypominają przyjęcia, wystawy. Ich dyscypliny to Akceleracja, Nadwrażliwość, Prezencja. 

#### Tzimisce
Wysoce odczłowieczone, karpackie (bądź bałkańskie) wampiry. Porzucili zupełnie swoją ludzkość i w pełni korzystają ze swojego wampirzego życia. Nienawidzą ich właściwie wszystkie klany. To samotnicy, którzy wytrwale przestrzegają zasad. Mogą zdawać się sympatyczni, gościnni, inteligentni i cierpliwi, ale tak naprawdę są bezwzględnie okrutni, wręcz sadystyczni. Niegdyś przemieniali głównie osoby sprawcze, panujące nad danym regionem – dziś są to jednak raczej (wyróżniający się rozumem) sadyści, psychopaci. Ich dyscypliny to Animalizm, Nadwrażliwość, Zniekształcenie i Taumaturgia, czyli magia krwi. Są jednak wyjątkowo przywiązani do miejsca swojego pochodzenia – zawsze, gdy kładą się spać, muszą otoczyć się kilkoma garściami rodzimej ziemi. 

#### Tremere
Klan wampirów-magów, związany z satanizmem, rytualizmem i ezoteryką. Tremere są tajemniczy i skryci, ale cieszą się szacunkiem innych klanów. Interesowni, mają silne poczucie wyższości i zawsze dążą do władzy. W swe szeregi przyjmują niespełnionych polityków, prezesów, a także okultystów i domorosłych czarowników. Nowy adept otrzymuje staranną opiekę i wykształcenie, w zamian za które musi być posłuszny wobec starszych. Każdy nowy członek zostaje także związany ze swym ojcem nierozerwalnymi Więzami Krwi, stając się jego oddanym sługą. Hierarchia i starszeństwo są dla nich świętością. Ich dyscypliny to Dominacja, Nadwrażliwość i Taumaturgia.

#### Ventrue
Wampiry arystokratyczne, pochodzące z Wielkiej Brytanii. Do Ventrue należą ludzie eleganccy, dumni, pełni smaku i godności, wysoko postawieni (zwykle niemłodzi, ludzie z sukcesami). Dystyngowani, miłują szlachetnie urodzonych – tylko ich krew mogą pić Ventrue. Uznają się za strażników tradycji. Wobec osób „na swoim poziomie” są pełni szacunku i pomocni. Władza jest czymś, z czego starają się korzystać cierpliwie, mądrze i z honorem. Wewnątrz klanu panuje ścisła hierarchia. Prawa (w tym etykieta) są dla nich nienaruszalne; przestrzegając ich, dobrze reprezentują wszystkich Ventrue. Nic nie jest dla nich jednak tak ważne, jak reputacja. Ich dyscypliny to Dominacja, Prezencja i Odporność. Oczekują bezwzględnej perfekcji, zarówno od siebie, jak i innych. 

#### Umiejętności/dyscypliny
Dyscypliny, które przypisuje się danym klanom to (w telegraficznym skrócie): 
Akceleracja – niesamowita szybkość. 
Animalizm – umiejętność komunikacji i udobruchania wszelkich zwierząt. 
Cisza – umiejętność bezgłośnego poruszania. 
Dominacja – umiejętność manipulowania, kontrolowania umysłów i przekształcania myśli, wspomnień.  
Nadwrażliwość – wyostrzone zmysły, głównie słuch i wzrok, a także czytanie w myślach i metafizyczna wszechwiedza. 
Nekromancja – umiejętności wskrzeszania zmarłych. 
Niewidoczność – umiejętność znikania lub niezauważalności, łączenia się z cieniem; czasem też wymazywanie wspomnień ze spotkania z danym wampirem. 
Odporność – ochrona przed wieloma zagrożeniami, nawet słońcem i ogniem; każda broń użyta przeciw wampirowi ulega zniszczeniu. 
Potencja – ogromna siła. 
Prezencja – nieodparta charyzma i urok osobisty; umiejętność przekonania kogoś do każdej decyzji. 
Taumaturgia – magia krwi, której specyfika różni się w zależności od klanu.  
Transformacja – umiejętność pozwalająca przybrać różne formy, np. nietoperza, wilka lub nawet w mgłę.  
Zniekształcenie – przybieranie rozmaitych kształtów, zmiana wyglądu swojego lub ofiary. 

### Podział na frakcje

#### Camarilla
Camarilla składa się z sześciu (lub siedmiu, w starszych edycjach gry) wampirzych klanów i jest największą organizacją Kainitów w Świecie Mroku. Największa i zarazem najpopularniejsza sekta. W jej skład wchodzą przeważnie przedstawiciele 7 klanów, które zdominowały tę sektę: Brujah, Gangrel, Malkavian, Nosferatu, Toreador, Tremere i Ventrue.
Wprawdzie członkowie innych klanów mogą się dołączać, jednak już nie jako całe klany. Antitribu są w mniejszości i nie mają takich samych praw jak „uznane” klany, a przynajmniej nie zawsze. Nie posiadają także swego członka w Wewnętrznym Kręgu, co tym samym naraża ich na wiele niedogodności.
Podstawowy cel to utrzymanie Maskarady, by ukryć się przed wzrokiem śmiertelnych. Dość przykrych doświadczeń nauczyła się w czasie Inkwizycji, więc obawia się powtórki tej historii. Aby się tego ustrzec, Wewnętrzny Krąg uznał za prawa swej organizacji sześć tradycji, który podobno ustanowił sam Kain. Karą za ich złamanie jest ostateczna śmierć. Za swojego największego wroga Camarilla uważa Sabat. Wojna, jaką między sobą toczą, ma swoje korzenie już w czasach przed Buntem Anarchistów, z prochu którego powstał śmiertelny wróg Wewnętrznego Kręgu i jego zwolenników. Powstanie tej sekty datuje się na rok 1493, wtedy to właśnie starszyzna siedmiu klanów (pod wodzą Ventrue) postanowiła połączyć swe siły w walce z Anarchistami i w ramach ochrony przed szalejącą Inkwizycją zjednoczyć się w grupę pod nazwą „Camarilla” – co oznacza mały, ukryty pokoik spotkań.
- Brujah,
- Gangrel (później Niezależni),
- Malkavian,
- Nosferatu,
- Ventrue,
- Toreador,
- Tremere.

#### Sabat
Sabat jest organizacją składającą się wyłącznie z wampirów. Pod wieloma względami jest podobny do Camarilli, jednak wiele go od niej odróżnia. Chociaż mniejszy od Camarilli, jego doktryny są nieporównywalnie bardziej upolitycznione i militarystyczne, pozostaje też – aktywnie nie tylko słownie – w ciągłym stanie wojny przeciwko Camarilli. Wszyscy członkowie Sabatu są wolni od Więzów Krwi względem określonego mistrza, chociaż ich więzy pomiędzy sobą mogą być równie silne. Sekta w swych praktykach zstępuje w głąb tradycji, sięgając do doktryn millenarystycznych i mistycyzmu. Działania te osłonięte są całkowitą tajemnicą, tak więc większość z tego, co wiadomo o Sabacie poza sektą, to tylko czyste spekulacje. To, po której stronie znajduje się bohater, odgrywa istotną rolę w tym, jak dużo wie o Sabacie.
Dla zewnętrznego świata Sabat jest sektą, której jedynym celem jest szerzenie diabolizmu i niezgody wśród młodych wampirzej społeczności. Jego członkowie są postrzegani jako bezwzględni złoczyńcy, nieprzywiązujący żadnej wartości ani do ludzkiego życia, ani nawet do egzystencji własnych ziomków; uwielbiający uwalniać Bestię w chwilach szału. Powszechnie uznaje się ich za mrocznych okultystów odprawiających dziwaczne rytuały, których nikt z zewnątrz do tej pory nie oglądał. Twierdzi się, że przemawiają, jak gdyby byli prawdziwymi synami i córami Kaina, stale próbując nawrócić członków rodziny Camarilla na swoje własne, dzikie ścieżki. Tajemniczość Sabatu od dawna fascynowała młodszych członków rodziny Camarilla. Niektórzy nawet wstąpili w szeregi Sabatu, po czym żaden z ich towarzyszy z Camarilli już nic więcej o nich nie usłyszał. Wydaje się, że zainteresowanie Sabatu koncentruje się wokół młodych członkach Camarilli. Zatem większość pogłosek dotyczących tej organizacji bierze swój początek wśród anarchistów. O Sabacie krąży mnóstwo plotek, z których większość można odrzucić jako nieprawdziwe, jednakże niektóre z nich są raczej niepokojące i mogą mieć coś na rzeczy.
- Lasombra,
- Tzimisce.

#### Niezależni
- Assamici,
- Gangrel (wcześniej Camarilla),
- Giovanni,
- Ravnos,
- Wyznawcy Seta.

Zdarzają się wyjątki od powyższego podziału, np. niezależny Brujah albo Lasombra z Camarilli (klany Camarilli w Sabacie, bądź odwrotnie – Sabatu w Camarilli, nazywamy Odszczepieńcami).
Każdy z klanów posiada moce, zwane dyscyplinami, które są różne w każdym z klanów. Każda z dyscyplin ma określone poziomy mocy.

### Linie Krwi
Linia krwi (ang. Bloodline) to określenie wampirów, które:
- pochodzą z jednego z klanów;
- posiadają założyciela, który stworzył nową dyscyplinę;
- wyznają odmienne zasady niż cały klan.

Linia krwi może się ograniczać do dwóch wampirów, Ojca i Potomka. Są Linie Krwi mające kilkunastu, lub kilkudziesięciu członków. W ramach klanu może istnieć kilka Linii.

#### Niektóre Linie Krwi
- Ahrimanes – Linia Krwi Gangreli, składająca się z samych kobiet i wywodząca się z rdzennych mieszkańców północnej Ameryki. Zniknęła w 1998 r.
- Baali – Linia Krwi wywodząca się prawdopodobnie od Salubri, oddająca cześć ciemnym mocom i demonom.
- Bracia Krwi – sztucznie stworzona Linia Krwi, której moc opiera się na relacjach opartych na więzach krwi.
- Córy Kakofonii – Linia Krwi podejrzewana o pochodzenie od klanu Toreador, w rzeczywistości wywodząca się od Baali. Ich domeną jest moc używania głosu, mającego niszczycielskie właściwości i mogący doprowadzić słuchacza do szaleństwa. W 1998 r. zniknęli wszyscy męscy członkowie tej Linii Krwi.
- Dzieci Ozyrysa – Linia Krwi wywodząca się ze starożytnego Egiptu, której członkowie wyrzekli się Bestii. Wielu z nich działa jako łowcy wampirów.
- Gargoyle – stworzona magicznie przez Tremere do walki z Tzimsce Linia Krwi.
- Kiasydzi – Linia Krwi wywodząca się od Lasombra, mająca w sobie domieszkę krwi Odmieńców.
- Lamia – wywodząca się od Kapadocjan Linia Krwi. została wytępiona w XVIII wieku, ponieważ ich krew roznosiła zarazę.
- Lhiannan – pogańska Linia Krwi, wywodząca się od Gangreli, wytępiona w XIX wieku.
- Nagaraja – Linia Krwi nekromantów-kanibali, prawdopodobnie skutek eksperymentów Eutanatosów.
- Odszczepieńcy Lasombra – w większości Starsi Lasombra, którzy po tym jak zdiabolizowano założyciela klanu, nie przyłączyli się do Sabatu.
- Odszczepieńcy Salubri – odłam klanu, który przyłączył się do Sabatu i podąża ścieżką wojowników.
- Prawdziwi Brujah – tak naprawdę oryginalny klan, który po tym jak zdiabolizowano założyciela, stał się Linią Krwi.
- Samedi – Linia Krwi wampirów wywodzących się z Haiti i kultów Voo Doo, których ciała są w stanie rozkładu.
- Tlacique – meksykańska Linia Krwi, wywodząca się od Gangreli i wyznająca azteckich bogów.
- Węże Światła – część klanu Wyznawców Seta, która porzuciła ideologię i przyłączyła się do Sabatu.
- Zwiastuni Czaszek – część klanu Kapadocjan, która przetrwała do dzisiejszych czasów w zmienionej formie.

## WpływWampira: Maskaradyna kulturę wampiryczną
Wampir: Maskarada oraz inne gry osadzone w Świecie Mroku odniosły ogromny sukces komercyjny – to najprawdopodobniej efekt pewnego kulturowego eklektyzmu, łączenia rozmaitych tropów i nawiązań pochodzących z najróżniejszych dzieł grozy oraz możliwość wcielania się w poszczególne monstra. Badacz Michał Wolski wskazuje, że główne cechy, które wyróżniają Maskaradę to:  
1. Narracyjność (stawianie na swobodne snucie własnej historii i odchodzenie od sztywnych reguł),
2. Transmedialność (łączenie wizji wampirycznych z różnych gatunków),
3. Wykorzystanie klasycznych potworów i swoisty eklektyzm w ich doborze,
4. Dookresloność (odarcie z tajemnicy) realiów tworzonych przez świat przedstawiony.

Choć wszystkie te cechy występowały we wcześniejszych tekstach kultury, to nie równocześnie i nie w takim natężeniu. 
Te właściwości oraz wprowadzany przez Maskaradę sposób postrzegania wampirów możemy zauważyć w licznych późniejszych publikacjach (o rozmaitych formach). Są to m.in.:
- Serial Buffy: Postrach wampirów,

- Seria filmów Underworld,

- Cykl powieści o Anicie Blake spod pióra Laurell K. Hamilton,

- Cykl powieści o Vicky Nelson autorstwa Tanyi Huff,

- Kinowa trylogia Blade,

- Niektóre komiksy Marvela (zwłaszcza X-Men: Curse of the Mutants),

- Seria o Mercedes Thompson autorstwa Patricii Briggs,

- Dylogia Wampir z M-3 i Wampir z MO Andrzeja Pilipiuka,

- Trylogia o Nocarzu Magdaleny Kozak,
- A nawet Zmierzch Stephenie Meyer i jego filmowe adaptacje.

Podobne elementy można odnaleźć w prozie Sergieja Łukanienki czy Petry Neomillner, jak u w serii Anno Dracula Kima Newmana czy cyklu o Harrym Dresdenie Jima Butchera. Od pierwszej publikacji Maskarady liczba światów przedstawionych budowanych w oparciu o podobne założenia wciąż wzrasta. Czasem widać też, że nawet serie, które początkowo miały inne koncepcje, wraz z pojawianiem się kolejnych części coraz bardziej upodabniały się do Maskarady. 
Oczywiście, jak wskazuje Lars Konzack, nie mamy pewności, że każdy z tych twórców osobiście znał i umyślnie wzorował się na Maskaradzie, ale, nie należy lekceważyć popularności franczyzy Maskarady, która dotarła do publiki dużo szerszej niż podobne twory. Maskarada kreowała więc w oczach fanów standardy i wymagania wobec nowych wampirycznych dzieł. 